# Fritz Stucky
Fritz Stucky (* 24. Februar 1929 in Basel; † 10. Februar 2014) war ein Schweizer Architekt und Unternehmer.
Stucky ist der Schöpfer des Variel-Systems, eines Beton-Fertigbauteilsystems seiner Firma Elcon AG (später: Vareco AG, seit 2006 gelöscht), das Ende der 1950er Jahre in der Schweiz recht grosse Verbreitung fand. Als eines der ersten Systeme der Modulbauweise, das länderübergreifend angewandt wurde, geriet es aber bald darauf wieder in Vergessenheit. Auf den Bauboom und die gesteigerte Nachfrage nach billigen Baumöglichkeiten reagierte die Bauwirtschaft bald nicht mehr mit vermehrtem Einsatz der vorgefertigten Serienteile Stuckys, sondern mit Anwerbung billiger Arbeitskräfte aus dem Ausland. Das industrielle Bauen geriet auch in Verruf, weil es Arbeitsplätze zu vernichten schien.
Juristische Folgen hatte auch die Einführung der Terrassenhäuser – die ersten Bauten dieser Art entstanden im Terrassenweg in Zug – in der Schweiz durch Stucky und seinen Geschäftspartner Rudolf Meuli ab 1958. Klärungsbedarf bestand hinsichtlich des Umgangs mit der Tatsache, dass bei dieser Bauart das Bauland weniger Grundfläche aufweist als das Stockwerkseigentum.
Das Architekturbüro Fritz Stuckys ging 2004 in Konkurs; das Verfahren endete am 15. Juli 2007 mit der Löschung der Gesellschaft.

## Bauten
- 1956–1957: Appartementhaus in Zug[2]
- 1957–1960: Terrassenhäuser in Zug[3]
- 1958: Landhaus Gimmenen in Oberwil[4]
- 1966: Mehrfamilienhaus nach dem Elcon-System[5]
- 1966–1968: Kantonsschule Zug
- 1968: Villa Mijnssen in Zug (mit Rudolf Meuli)
- 1970–1972: Kantonsschule Büelrain in Winterthur

## Ausstellungen
An der ETH Zürich fand 2006 eine Ausstellung über Stuckys Werke statt, die später auch im Casino Zug gezeigt wurde.